# Garth Ranzz
Lightning Lad (aussi appelé Live Wire) est un personnage DC Comics. 
Lightning Lad apparaît pour la première fois dans Adventure Comics #247 en avril 1958 par Otto Binder & Al Plastino. Live Wire apparaît en octobre 1994 dans Legion of Super-Heroes volume 4 #0, créé par Mark Waid, Tom McCraw & Stuart Immonen.
Il est le frère jumeau de d'Ayla Ranzz (Lightning Lass) et le frère cadet de Mekt Ranzz (Lightning Lord)

## Biographie

### Origines
Garth Ranzz grandit sur Winath, où presque tout le monde naît avec un jumeau. La plupart des Winathéens trouve que leur jumeau est leur meilleur ami, mais Garth, pour qui le jumeau est une sœur plutôt qu'un frère, suit plutôt l'exemple de son frère aîné Mekt.
Tout commença lors que les jumeaux partirent avec Mekt pour un voyage dans le nouveau vaisseau spatial de leurs parents et échouèrent sur la déserte planète Korbal lorsque les cellules énergétiques du navire furent épuisées. Ayla suggéra d'utiliser les Lightning Beasts (les seuls êtres vivants de la planète) pour essayer de recharger leurs batteries. Cela eut pour résultat de les plonger dans le coma pour cause d'électrocution massive.
À son réveil, Garth pensa à son frère Mekt avant même de s'occuper du sort de sa sœur ou de son propre sort, mais découvrit que Mekt les avait précédés d'environ une semaine, manifestant des pouvoirs comme ceux des Beasts, qu'il avait utilisés pour menacer le personnel avant de disparaître. En partant à sa recherche, Garth découvrit ce qu'il pensait impossible : son frère participait à des activités criminelles. Sa conclusion sera que les rayons lumineux qui les ont imprégnés, Mekt, sa sœur Ayla et lui, étaient la cause du désordre mental de son frère.
Garth Ranzz est marié à Saturn Girl. Ils auront des jumeau, Graym & Garridan Ranzz.

### Création de la Légion des Super-héros
Ses recherches furent temporairement interrompues quand, un jour sur Terre, lui et deux autres adolescents (Rokk Krinn et Imra Ardeen) sauvèrent la vie de R.J. Brande. Ce milliardaire, fasciné par l’Âge Héroïque, arriva à convaincre ses trois sauveurs de former la Légion des Super-Héros qui servirait la toute nouvellement formée organisation des Planètes Unies. Garth, utilisant le nom de code Live Wire, fut content de travailler auprès de Imra Ardeen, la très séduisante habitante de Titan. Sa carrière de légionnaire se termina après quelques missions, quand sa planète natale, qui le considérait comme un fugitif, envoya Ayla les représenter au lieu de laisser Garth le faire. 

### Solo
Désappointé par la tournure des événements mais encore optimiste dans sa capacité à retrouver son frère Mekt, Garth rejoignit la Workforce, l'équipe de sécurité de la société de Leland McCauley, pendant une courte période.
Il repartait à la recherche de son frère quand le Triangle Blanc Daxamite attaqua la Terre. Il réintégra alors temporairement la Légion afin de les aider à les vaincre. Malgré l'opposition de Cosmic Boy, la présidente des Planètes Unies Jeannie Chu souhaita à nouveau le départ de Live Wire du groupe. Garth repartit une nouvelle fois à la recherche de Mekt.

### À la recherche de son frère
Quand il le trouva enfin, Garth fut choqué de ne pas reconnaître son idole d'enfance, remplacé par un criminel meurtrier qui cherche à tout prix à tuer tout être de pouvoirs à base de rayons lumineux afin de pouvoir être unique, une rébellion envers le système des jumeaux de leur planète en somme. Garth réalisa finalement le sociopathe qu'était son frère et, avec l'aide d'Ayla, le vainquit non sans perdre son bras droit au combat. Garth partit panser ses blessures au sein de sa famille enfin réunie et vit son bras droit remplacé par une prothèse mécanique incapable de générer des rayons d'énergie comme le reste de son corps.

### Sauvetage
Peu après, Cosmic Boy, qui commençait à avoir des doutes sur la présidente Chu, demanda à Live Wire de rassembler une cellule secrète de secours de la Legion composée de lui-même, Valor, Andromeda, Ultra Boy, XS et Element Lad. Cette cellule devait être appelée si le président agissait un jour contre la Légion. Lors d'un combat contre les Fatal Five, complice de Chu raviver la guerre Braal-Titan, cette cellule intervint pour sauver la Legion. 
R.J. Brande fut ensuite (à contrecœur) élu nouveau président des Planètes Unies, et sa première décision fut d’abolir les restrictions imposées à l’équipe, permettant à Garth de la rejoindre en tant que membre titulaire.

### Renouveau
Récemment, il fut apparemment tué durant la saga Legion Lost, durant le combat avec le Progenitor mais en réalité il se trouve actuellement « entreposé » dans le corps cristallin d’Element Lad. Il a désormais les pouvoirs de transmutation d’Element Lad, en plus de ses propres pouvoirs électriques.

## Pouvoirs
Originellement, Live Wire possédait la capacité de générer et canaliser de grandes quantités d’électricité, et d’en diriger avec précision des éclairs. 
Depuis qu’il est revenu à la vie dans une version cristalline du corps d’Element Lad, il possède en plus de ses pouvoirs électriques la capacité de transmuter les objets d’une forme à une autre, incluant la transformation des éléments dont ils sont composés. Il n’a pas un contrôle suffisant sur ce pouvoir pour altérer la forme des objets. De plus, il n’a plus besoin de dormir.

## Autres médias
- La Légende des super-héros voix d'Andy Milder
- Smallville, épisode "Legion" joué par Calum Worthy